# Mary Stanley Bunce Dana-Shindler
Mary Stanley Bunce Dana-Shindler född Palmer 1810, död 1883, var en amerikansk författare. Hon finns representerad i Svenska Missionsförbundets sångbok 1920 (SMF 1920) med en psalmtext översatt av Betty Ehrenborg och senare bearbetad av Carl Olof Rosenius. Hon är också representerad i The Church Hymn book 1872 (nr 1456) med psalmen Oh, sing to me of heaven diktad 1850.

## Psalmer
- Flyg som en fågel till bergen
- Jag är främling, jag är en pilgrim (SMF 1920 nr 481) till en melodi tonsatt av sångaren Oscar Ahnfelt. Finns på Wikisource.

## Fotnoter
1. ↑  Mary S. B. Shindler, SNAC (på engelska), SNAC Ark-ID: w6mg8c35, läs onlineläs online.[källa från Wikidata]
2. 1 2  International Music Score Library Project, IMSLP-ID: Category:Dana,_Mary_S._B., läst: 9 oktober 2017.[källa från Wikidata]
3. 1 2  Musicalics, Musicalics kompositörs-ID: 97855.[källa från Wikidata]
4. ↑  American Women Writers : A Critical Reference Guide from Colonial Times to the Present, 1979.[källa från Wikidata]
5. ↑  Charles Dudley Warner (red.), Library of the World's Best Literature, 1897, läs online.[källa från Wikidata]